# Teleradio Moldova
Teleradio Moldova, también conocida por las siglas TRM, es la compañía de radiodifusión pública de la República de Moldavia. Es propietaria de tres emisoras de radio y dos canales de televisión. 
La empresa establece como fecha oficial de fundación el 8 de octubre de 1939, día en que comenzó la primera emisora moldava de radio. Con la independencia de Moldavia, los medios de comunicación públicos se nacionalizaron y el grupo fue renombrado Radioteleviziunea Nationala din Moldova («Radiotelevisión nacional de Moldavia»). 
TRM es miembro de la Unión Europea de Radiodifusión desde 1993.

## Historia
La primera emisión de radio en Moldavia corrió a cargo de la Compañía Radiotelefónica de Radiodifusión de Bucarest (Rumanía) el 1 de noviembre de 1928. En esa época, la actual Moldavia estaba unida a Rumanía pero no era algo reconocido por el gobierno soviético. El 30 de octubre de 1930, los rusos establecieron en Tiráspol su propio servicio de radio. Para contrarrestar su influencia, el alcalde de Chisináu dio permiso para poner en marcha la actual Radio Moldova, que comenzó el 8 de octubre de 1939 como «Radio Besarabia», la segunda cadena de la corporación pública rumana.
Al término de la Segunda Guerra Mundial y con el restablecimiento del poder soviético, la radio moldava pasó al control de la nueva república socialista. Y al igual que bajo la influencia rumana, los nuevos gerentes mantuvieron un control férreo de la información. El 30 de abril de 1958 comenzaron las emisiones del primer canal de televisión. En un principio su programación estaba limitada a dos horas diarias, pero se aumentó con el paso del tiempo. El 29 de septiembre de 1974 se emitieron los primeros programas en color.
Tras la independencia de Moldavia en 1991 se nacionalizó la radio y la televisión pública. En 1993 el grupo se convirtió en miembro de la Unión Europea de Radiodifusión. Y en 1994 se creó la actual compañía estatal «Teleradio Moldova», que desde 2004 es una empresa de servicio público.

## Servicios

### Radio
- Radio Moldova: fundada el 8 de octubre de 1939 como «Radio Besarabia», es la emisora pública de radio. Su programación es informativa.
- Radio Moldova Tineret: emisora dirigida al público joven, con música y magazines.
- Radio Moldova Muzical: radio especializada en música clásica y académica.

Desde 1992 hasta 2013 existió una versión internacional (Radio Moldova Internaţional) que ofrecía programas en ruso, inglés, francés y español.

### Televisión
| Logo | Canal     | Información                                                     |
| ---- | --------- | --------------------------------------------------------------- |
|      | Moldova 1 | Fundada el 30 de abril de 1958. Su programación es generalista. |
|      | Moldova 2 | Inaugurado en 2016, es una señal alternativa al primer canal.   |

Extintos
La televisión moldava contó también con su propio canal internacional:
| Logo | Canal                                  | Información |
| ---- | -------------------------------------- | --- |
|      | TV Moldova Internaţional (Moldova TVI) | Inició emisiones el 1 de enero del 2007. Sin embargo, fue cerrado el 1 de enero del 2013 por problemas económicos. |